# Concours de harpe Lily Laskine
Der Concours de harpe Lily Laskine ist ein Wettbewerb für klassische Harfe. Seit 1993 wird der Wettbewerb alle drei Jahre in Paris ausgetragen. Er gehört zu den Concours internationaux de la Ville de Paris und ist benannt nach der französischen Harfenistin Lily Laskine. Bei jedem Wettbewerb werden Preise im Junioren- und Seniorenbereich vergeben.

## Preisträger
- 1. Wettbewerb 1993
  - 1. Preis: Christine Icart, Frankreich
  - 2. Preis: Xavier de Maistre, Frankreich
  - 3. Preis: Cristina Bianchi, Italien
  - 1. Juniorenpreis: Charlotte Balzereit, Deutschland und Valerie Kafelnikov, Russland

- 2. Wettbewerb 1996
  - 1. Preis: Tatiana Oskolkova, Russland
  - 2. Preis: Nika Riabchinenko, Russland
  - 3. Preis: Ann Yeung, USA
  - 1. Juniorenpreis: David Lootvoet, Belgien

- 3. Wettbewerb 1999
  - 1. Preis: Catrin Finch, Großbritannien
  - 2. Preis: Eric Nielsen, USA
  - 3. Preis: Letizia Belmondo, Italien
  - 1. Juniorenpreis: Varvara Ivanova, Russland

- 4. Wettbewerb 2002
  - 1. Preis: Jane Yoon, Korea
  - 2. Preis: Maria Krouchevskaia, Russland
  - 3. Preis: Angela Dastrup, USA
  - 1. Juniorenpreis: Jimin Lee, Korea

- 5. Wettbewerb 2005
  - 1. Preis: Aneleen Lenaerts, Belgien
  - 2. Preis: Nina Kupriyanova, Russland
  - 3. Preis: Reine Takano, Japan
  - 1. Juniorenpreis: Pauline Haas, Frankreich

- 6. Wettbewerb 2008
  - 1. Preis: nicht vergeben
  - 2. Preis: Rino Kageyama, Japan
  - 3. Preis: Agnès Clément, Frankreich
  - 4. Preis: Alexander Boldachev, Russland
  - Preis für die beste Interpretation eines Stückes von Toshio Hosokawa: Rino Kageyama, Japan
  - Ehrenpreis: Emilie Gastaud, Frankreich und Elizaveta Bushueva, Russland
  - 1. Juniorenpreis: Benjamin Creighton Griffiths, Großbritannien
  - 2. Juniorenpreis: Liliana Safikhanova, Russland
  - 3. Juniorenpreis: Wesley Hsu, USA
  - Preis für die beste Interpretation eines Stückes von Esteban Benzecry: Liliana Safikhanova, Russland
  - Juniorenehrenpreis: Aistė Baliūnytė, Litauen und Oriane David, Frankreich und Noël Wan USA